# Fly Pan Am (álbum)
Fly Pan Am é o álbum de estreia da banda homónima, lançado a 20 de Outubro de 1999.
O disco introduz barulhos eletrónicos trazidos por Alexandre St-Onge, o que torna a música abrupta.

## Faixas
1. "L'espace au sol est redessiné par d'immenses panneaux bleus" – 13:30
2. "Et aussi l'éclairage de plastique au centre de tout ces compartiments latéraux" – 9:29
3. "Dans ses cheveux soixante circuits" – 17:45
4. "Bibi à nice, 1921" – 9:58
5. "Nice est en feu!" – 9:36

## Créditos
- Jonathan Parant – Guitarra
- Felix Morel – Bateria
- Roger Tellier-Craig – Guitarra
- J.S. Truchy – Baixo